# モンテフォルテ・チレント
モンテフォルテ・チレント（伊: Monteforte Cilento）は、イタリア共和国カンパニア州サレルノ県にある、人口約500人の基礎自治体（コムーネ）。

## 地理

### 位置・広がり

#### 隣接コムーネ
隣接するコムーネは以下の通り。
- チチェラーレ
- フェリット
- マリアーノ・ヴェーテレ
- オッリア
- ペリート
- ロッカダスピデ
- トレンティナーラ